# Corde de guitare
 (septembre 2022).
Si vous disposez d'ouvrages ou d'articles de référence ou si vous connaissez des sites web de qualité traitant du thème abordé ici, merci de compléter l'article en donnant les références utiles à sa vérifiabilité et en les liant à la section « Notes et références ».
 (septembre 2024).

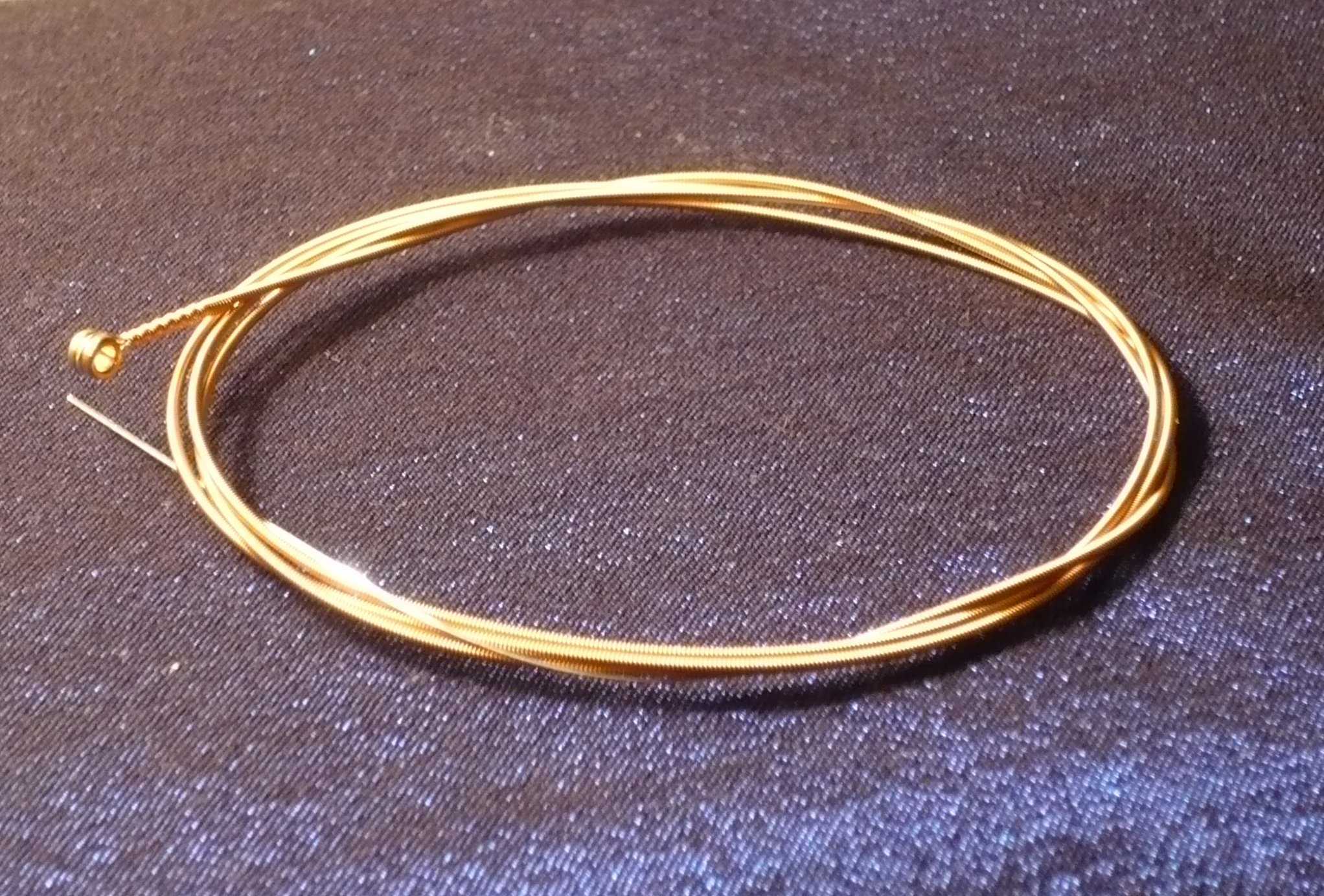
Une corde de guitare acoustique de type bronze phosphoreux.

Une corde de guitare est l'élément vibrant (c'est-à-dire celui qui génère le son) de la guitare. Dans une très grande majorité des cas, le nombre de cordes est de six, mais il peut être différent en fonction des spécificités de l'instrument. De 4 à 6 cordes pour la guitare basse, de 6 à 10 cordes pour les guitares classique, folk ou électrique ou encore 12 cordes pour la guitare à douze cordes (dans ce cas les 2 cordes aiguës (Mi et Si) sont doublées à l'unisson et les quatre suivantes (Sol Ré La Mi) sont doublées à l'octave).
L'accord de référence, pour les six cordes à vide d'une guitare, est Mi, Si, Sol, Ré, La, Mi (EBGDAE en notation anglo-saxonne) de l'aigu au grave, c'est-à-dire de la plus fine à la plus épaisse. Cependant l'instrument peut être accordé différemment : on parle dans ce cas d'accord ouvert.
Les cordes des guitares folk et électriques sont construites en différents alliages de métaux, tandis que les cordes de guitare classique sont en nylon.
Sur les guitares et les basses électriques, la vibration des cordes est captée par les micros qui transmettent le son à un amplificateur. Sur les instruments acoustiques, c'est la caisse de résonance qui amplifie le son.

## Tessiture
Les 6 cordes d'une guitare classique accordée produisent à vide, en accordage standard, les sons mi3, si2 sol2; ré2, la1 et mi1, correspondant aux fréquences 329,63 Hz, 246,94 Hz, 196 Hz, 146,83 Hz, 110 Hz et 82,41 Hz dans la gamme tempérée. Sachant que la corde de Mi aigu produit le son si4 (987, 77 Hz) sur la 19e et, en général, dernière frette (sur une guitare acoustique), la tessiture des guitares est, habituellement, de 3 octaves et une quinte (écart entre si4 et mi1). Les guitares à 24 frettes ont une tessiture de 4 octaves.

## Généralités
Au cours des années de nombreuses recherches ont été effectuées sur les cordes qui ont permis d'obtenir :
- un large choix de types de cordes disponibles sur le marché ;
- une variété de matériaux de fabrication, permettant de répondre au besoin de chaque type de guitare (classique/folk/électrique) ;
- plusieurs types de revêtement pour les cordes (pour la protection et le toucher)
- Plusieurs types d'âmes de cordes, pour différents types de sons (brillant/clair/mat).

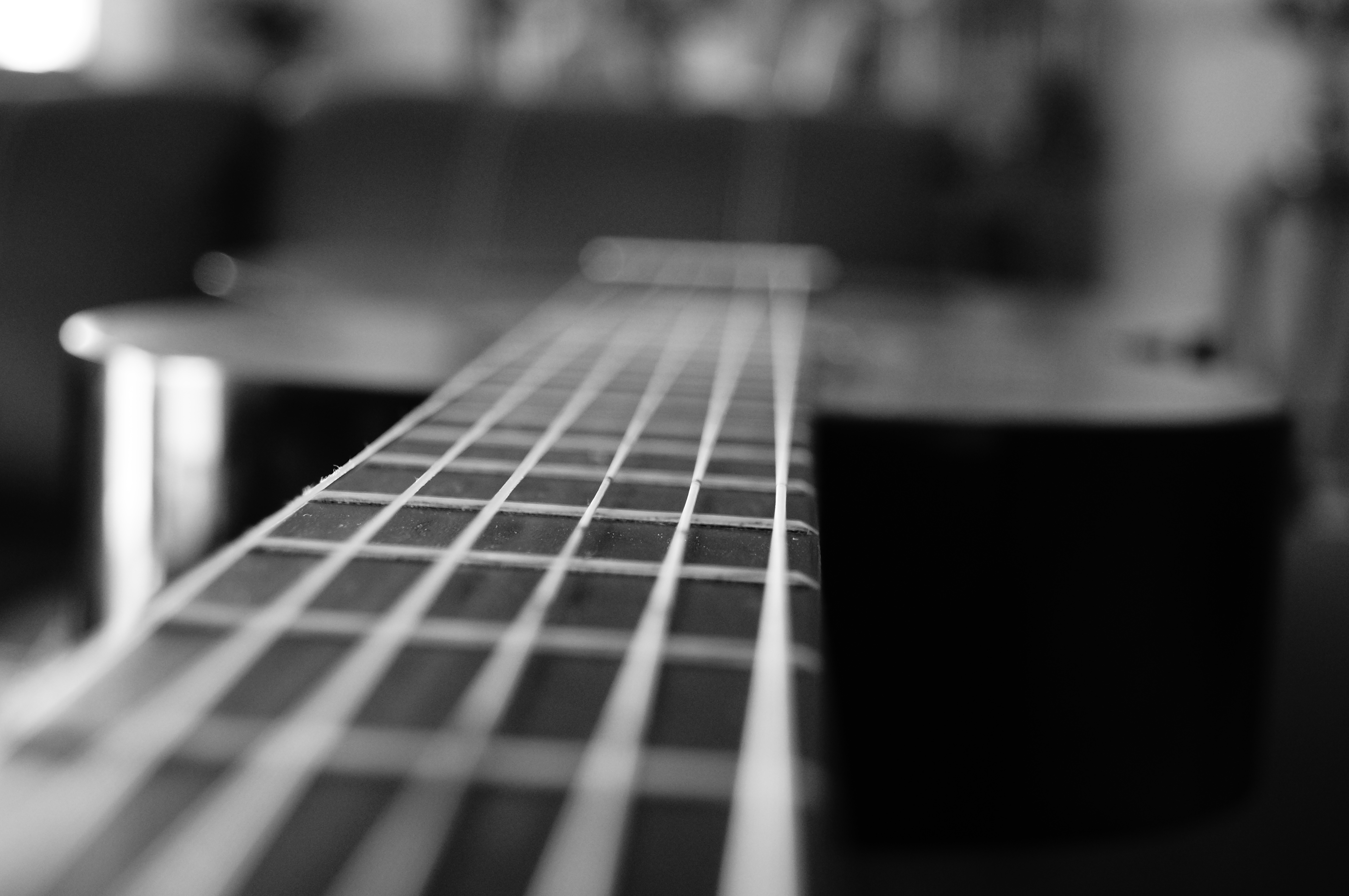
Cordes sur une guitare classique.

Lorsque l'on veut acheter un jeu de cordes (ou set), il faut mettre en parallèle plusieurs facteurs :
- le toucher/la texture (qui rendra le guitariste plus à l'aise avec sa guitare et son jeu)
- le tirant (le diamètre des cordes influant sur leur rigidité et la facilité de les jouer)
- le sustain
- la couleur (son brillant/clair/mat, à adapter en fonction des goûts)
- la durée de vie : les cordes d'entrée de gamme s'oxydent souvent très rapidement. On remarque aussi que les cordes en nylon sont bien moins solides que celles en acier ou en bronze mais moins dures au toucher.
- les noms : Mi grave ; La ; Ré ; Sol ; Si ; Mi aigu.

## Tirant

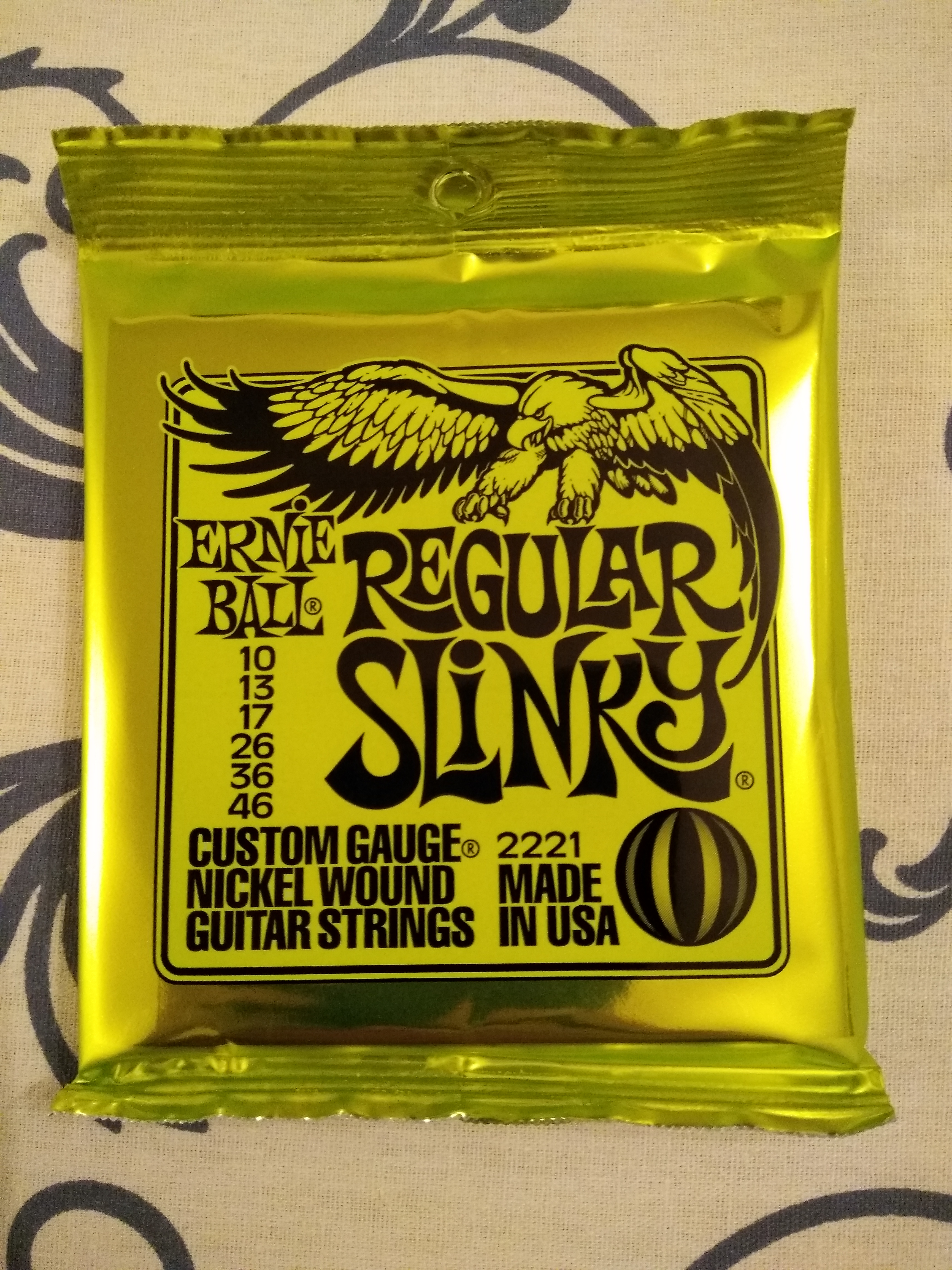
Paquet de cordes pour guitare électrique, tirant 10 (mi aigu) à 46 (mi grave), de la marque Ernie Ball.

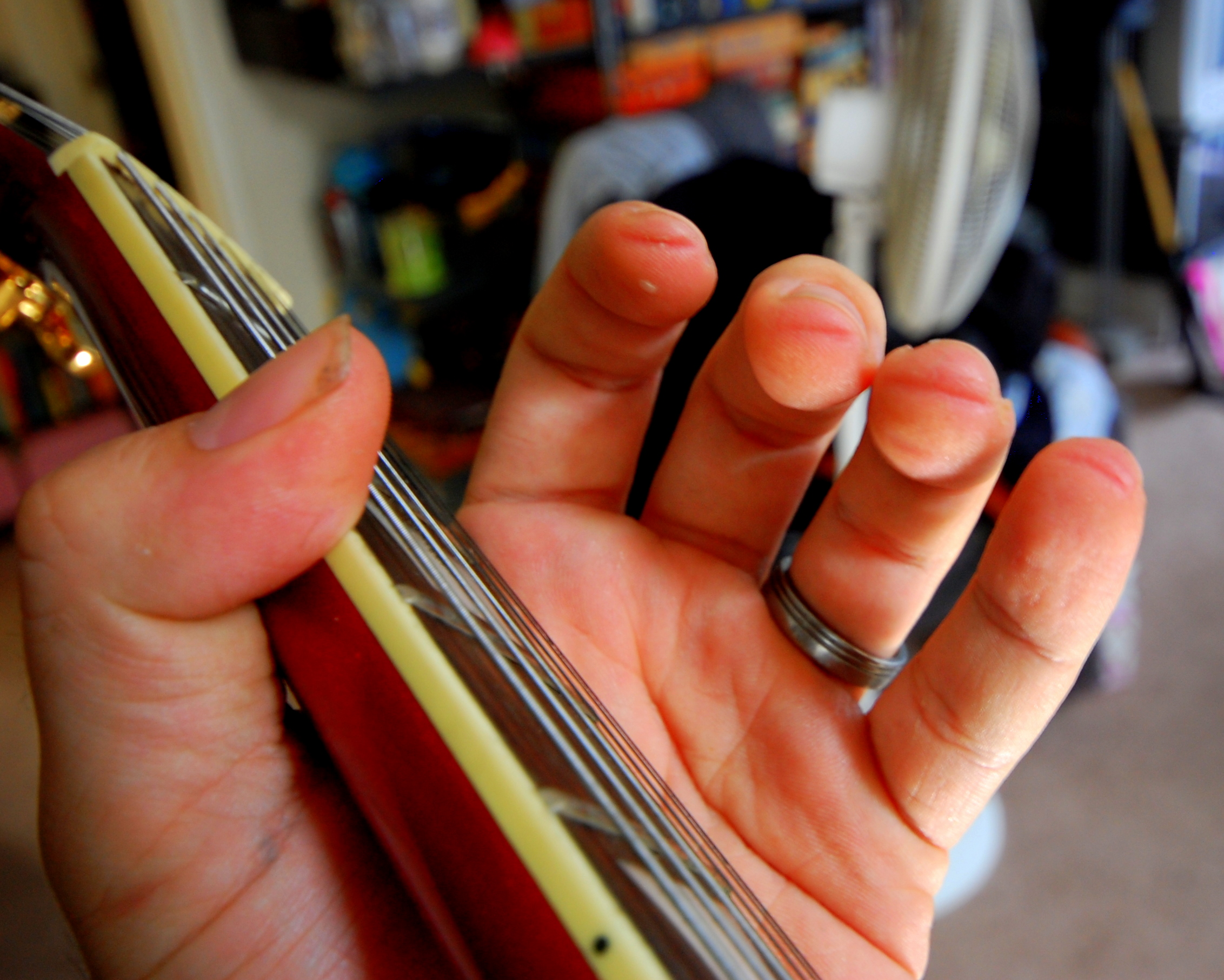
Impact des cordes d'une guitare électrique sur les doigts de la main gauche, laissant des marques visibles.

Plus les cordes de guitare sont tendues, plus elles ont un son net et aigu, mais elles sont aussi plus dures à jouer. À l'inverse, plus les cordes sont épaisses, plus elles sont dures mais elles ont plus de « sustain » (durée du son émis par la corde pincée à vide) et peuvent être rapprochées du manche.
C'est pourquoi afin d'éviter d'avoir une corde de mi grave trop molle avec un son pâteux, et une corde de mi aigu extrêmement dure qui taillade les doigts, on fait varier la section des cordes. Ainsi, le diamètre de la corde décroît avec la hauteur de la note à vide que l'on veut produire.
Cependant, certains guitaristes préfèrent des cordes plus dures ou plus tendres, ce qui donne lieu à plusieurs jeux de cordes différents pour une même marque. Ces jeux sont identifiés par le "tirant" selon le diamètre de la corde. Le tirant est exprimé en kilogramme (force) ou en livres (lb) et le diamètre est exprimé en 1/1000e de pouce, ou mil = 39,37 x diamètre en mm. (Le coefficient de conversion (39.37) est une approximation très tolérable du rapport 1000/25.4, relatif à la conversion de millième de pouce en mm (1 pouce = 25.4 mm)).
Exemple en corde souples : le pack 8/38 où il faut comprendre :
- gauge du mi grave = 38 (0,97 mm)
- gauge du mi aigu = 8 (0,2 mm)

Exemple en corde plus dures : le pack 11/52 où il faut comprendre :
- gauge du mi grave = 52 (1,32 mm)
- gauge du mi aigu = 11 (0,28 mm)

Exemple de données d'un fabricant de cordes pour guitare classique (lire en tableau) — ici, une corde de Mi 1 :
Item # / Pitch / Gauge / Construction / Tension
. . . . . . / E / .030“ / clear nylon / 7,55 kg/16.61lb
Pour les cordes filées, le diamètre de la corde est la cote extérieure, soit le total 2 épaisseurs de filet + 1 diamètre d'âme, ce qui ne préjuge pas des dimensions relatives de ces deux composantes. Le son produit (particulièrement le volume, pour les guitares électriques) vient en effet plus de l'âme que des filets. À diamètre égal on trouvera des différences d'amplitudes, et de dureté sous les doigts selon les fabricants. Notons que sur leur emballage, les gauges des cordes sont habituellement indiqués en pouces, exemple : ".046"

## Âme et filage

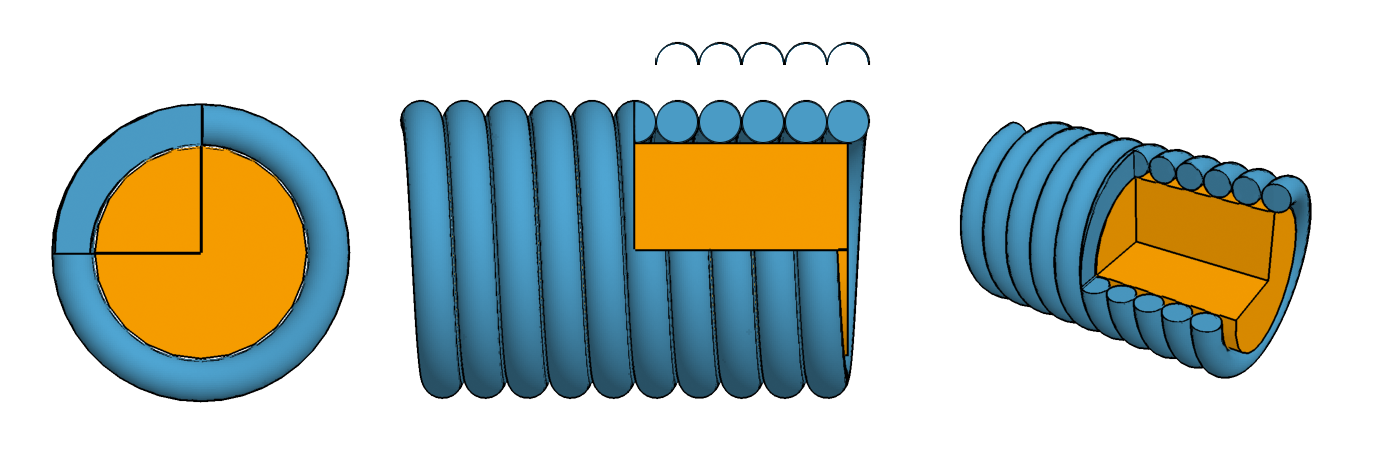
Corde à filage « rond »

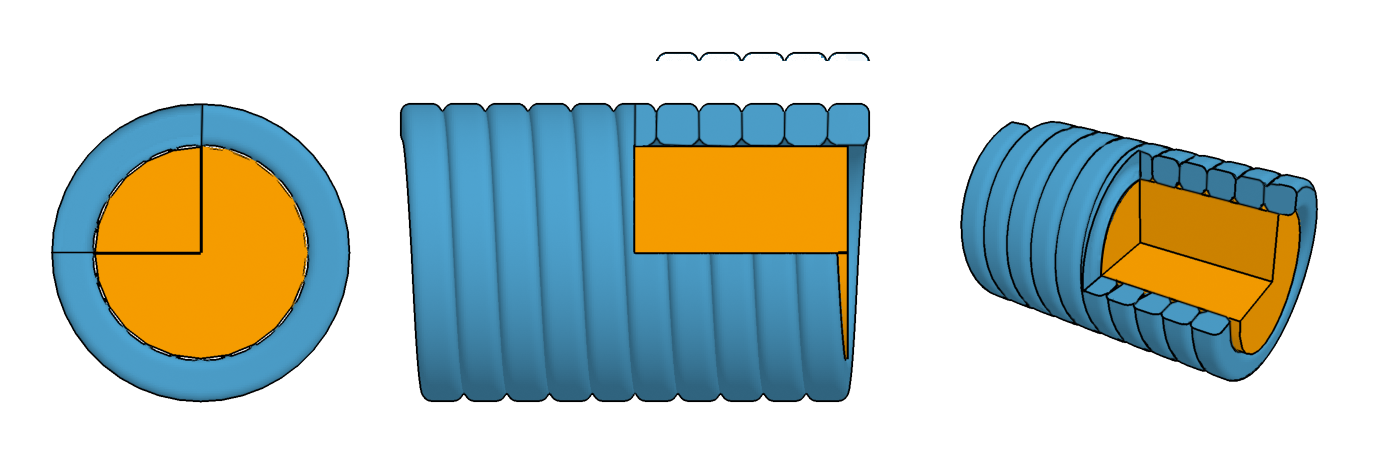
Corde à filage « plat »

### Construction
Une corde de guitare possède une âme (c’est-à-dire un fil principal) qui peut avoir une géométrie circulaire ou hexagonale, autour de laquelle vient s'enrouler un second fil, qui formera le filage. Une âme hexagonale permet à ses arêtes de "mordre" dans le filet externe, ce qui offre à l'ensemble une meilleure stabilité mécanique dans le temps.
Le filage peut être :
- circulaire (utilisé sur la plupart des cordes), dénommé « filet rond »
- plat (surtout utilisé sur les basses avec un son mat, notamment en jazz)[3].

Le filage rond est un fil à géométrie circulaire (classique) que l'on embobine autour de l'âme, tandis que le filage plat est un fil à géométrie rectangulaire (rendant la zone de contact entre deux spires parfaitement jointive et lisse). 
On peut aussi avoir un filage intermédiaire entre l'âme et le filage externe.
Les cordes de basse à filet plat produisent un son mat, chargé en graves avec peu d’harmoniques, rappelant le son d'une contrebasse. À l'inverse, les cordes à filet rond ont beaucoup plus de claquant dans leur son. 

### Le revêtement des cordes
Le revêtement est une barrière entre les cordes et les éléments contaminants transmis par les doigts des guitaristes (transpiration, desquamation, etc). 
Après beaucoup d’essais et de retours des clients, a été intégré un matériau très fin autour de chaque corde, qui agit comme une gaine protectrice, une "peau". Ce procédé allonge considérablement la durée de vie d'un jeu de cordes équipé d'un tel gainage : l'acidité produite naturellement par les doigts et les attaques extérieures courantes sont naturellement retenues et ainsi ne détruisent pas le "brillant" sonore de la corde, qui connaît ainsi une durée de vie multipliée par 4, voire 5 fois.[réf. nécessaire]

## Entretien

### Encrassement et l'oxydation
Lorsqu'on joue de la guitare, les cordes vont peu à peu collecter les saletés et les graisses venant des doigts (transpiration, desquamation). Ces dernières vont pénétrer sous le filage et altérer la vibration de la corde (causant un son beaucoup moins net) et accélérer son oxydation. De plus un jeu « dur » va user plus rapidement les cordes par frottement notamment au niveau des frettes. Une astuce est de les nettoyer avec un chiffon sec après chaque utilisation.
Aujourd'hui[Quand ?], les fabricants de cordes proposent différentes solutions pour réduire l'usure des cordes. La lubrification : il existe des produits que l'on applique sur les cordes à l'aide d'un tampon, avant et après le jeu, dont l'action est double. Par leur nature grasse ils recouvrent l'ensemble de la corde en un film très fin, qui empêche (pendant un temps) les substances oxydantes d'entrer en contact avec le métal. Ils bouchent aussi les micro-fissures qui capturent les morceaux de peau et de crasse des doigts de l'instrumentiste et limitent ainsi l'encrassement. Ces produits sont d'une utilisation assez économique, néanmoins, même s'il est conseillé d'essuyer les cordes après application, certains donnent un toucher peu agréable à certains instrumentistes. Ces produits limitent aussi les crissements des doigts sur les cordes.
Le film protecteur : De plus en plus de fabricants proposent dans leur gamme des cordes recouvertes par un film protecteur très fin protégeant les cordes de l'oxydation et de l'encrassement. Néanmoins, ce traitement affecte légèrement le son des cordes, ce qui peut se révéler importun. Ce revêtement est aussi fragile et se désagrège rapidement aux points de contact avec les frètes et dans la zone de jeu du médiator. Les cordes bénéficiant de ce type de traitement sont plus chères, mais durent aussi plus longtemps, parfois 2 ou 3 fois plus longtemps suivant le soin et le jeu de l'instrumentiste.
Le musicien peut aussi lui-même limiter l'usure de ses cordes, en jouant avec des mains sèches et récemment lavées, exemptes de traces de cigarette (un des pires ennemis des cordes).

### Désaccordages
[Pour une guitare électrique]
Le désaccordage naturel d'une guitare électrique peut être dû à deux facteurs :
1. La corde neuve, jamais mise sous tension, se relâche toujours un peu.
2. La corde est un élément qui vieillit et dont la couleur du son change beaucoup avec l'âge, l'oxydation et les faiblesses accumulées par l'acier en certains points.

Le premier facteur peut être résolu en accordant la corde normalement puis en bandant légèrement la corde en tirant dessus avec les doigts. Ces deux premiers points doivent être répétés plusieurs fois : petit à petit la corde va s'habituer à sa nouvelle tension et elle se désaccordera de moins en moins vite.
Le second facteur est résolu d'une manière beaucoup plus radicale ; en changeant les cordes. Toutefois, une vieille corde peut faire penser que la guitare est mal réglée. C'est pourquoi tout réglage d'une guitare doit être fait avec des cordes neuves.
Si la corde à vide produit la note juste, mais qu'en remontant le manche, les notes jouées sonnent de moins en moins juste, cela signifie que le chevalet est mal réglé (voir Réglage du chevalet). Il faut faire attention lorsqu'on change de type de cordes (marque ou tirant) à ce que les notes jouées restent justes tout le long du manche.
En général, le désaccordage chronique d'une corde provient d'un montage trop pressé, un enroulement trop lâche autour du cabestan, ou un nombre d'enroulements trop faible. Pour éviter que la corde ne ripe autour du cabestan, il est recommandé, et cela pour toutes les formes de guitares, d'effectuer au minimum trois tours complets bien jointifs autour du cabestan, de préférence un au-dessus de l'insertion de la corde, les autres en dessous. Ainsi, la forme du cabestan va contraindre les enroulements les uns contre les autres, diminuant les glissements possibles.

### Cassage de corde
Il arrive que des cordes de guitare cassent en cours de jeu. Cela peu être dû à une trop forte tension, notamment en accordant la cordes plus haut que ce pour quoi elle est prévue. La corde peut casser parce que le chevalet est trop pointu ou coupant, parce que le sillet est encrassé ou usé, parce que les mécaniques sont trop abrasives et entraînent des frottements.

Le cassage de corde peut arriver lorsque la corde est trop ancienne et abîmée. La cassure peut avoir lieu en faisant un bend sur la corde, ou avec une attaque trop forte au médiator.

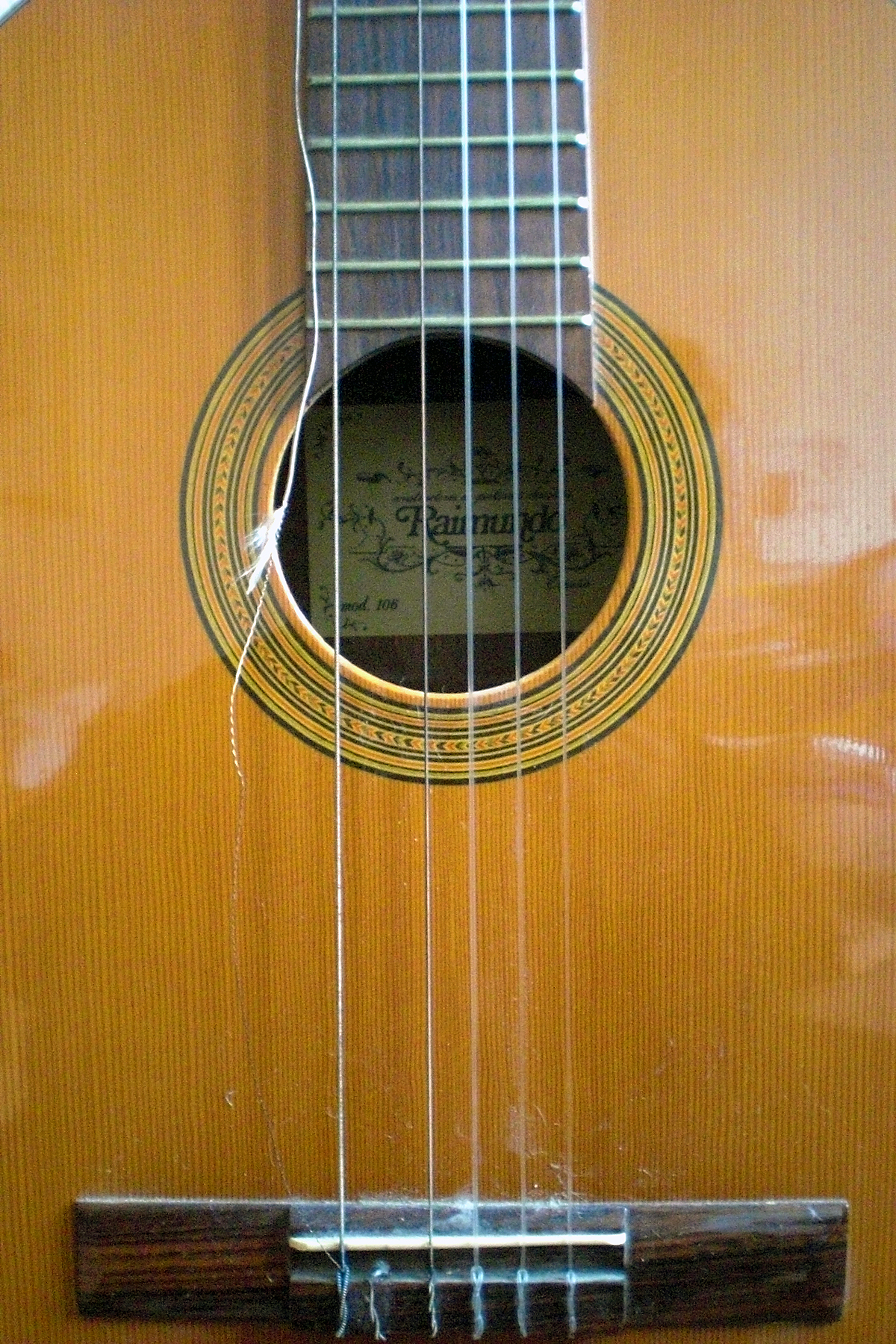
Corde de Mi grave cassée sur une guitare classique. La corde a commencé à dérouler le filage autour de son âme.
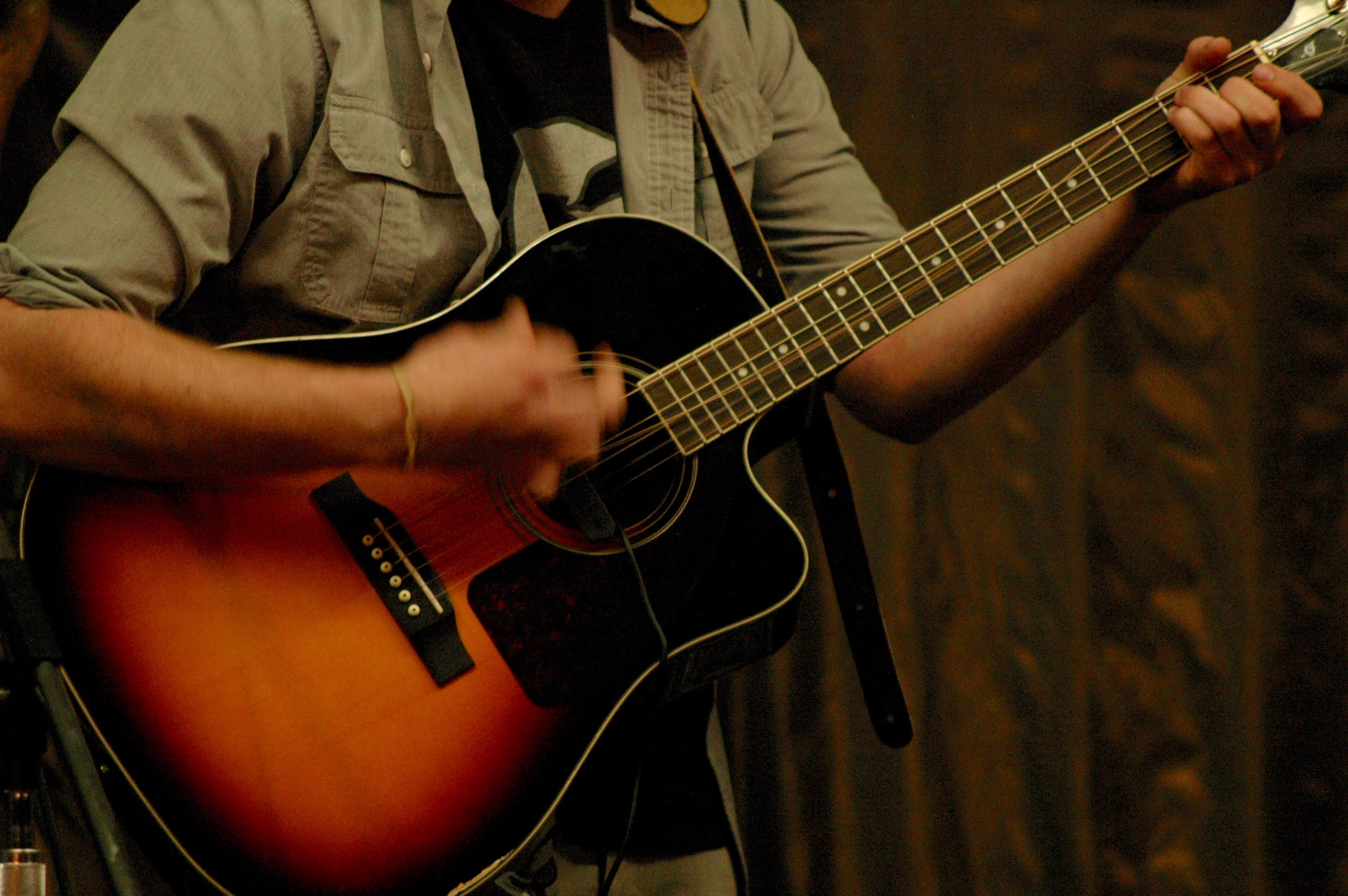
Une personne casse une corde de La sur sa guitare folk en jouant en strumming.
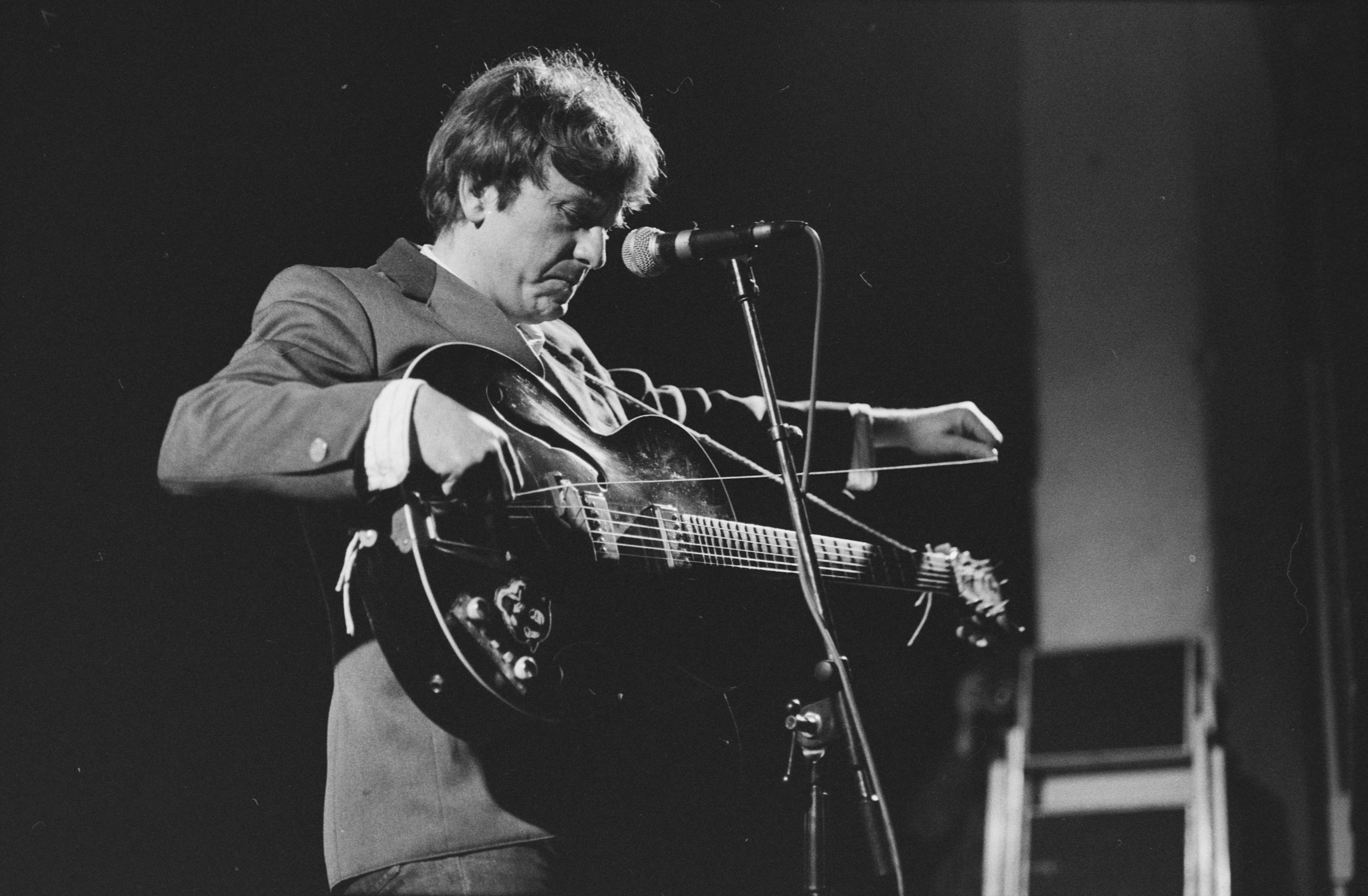
Wreckless Eric en 1989 remplace une corde de guitare sur scène.

### Changement de cordes

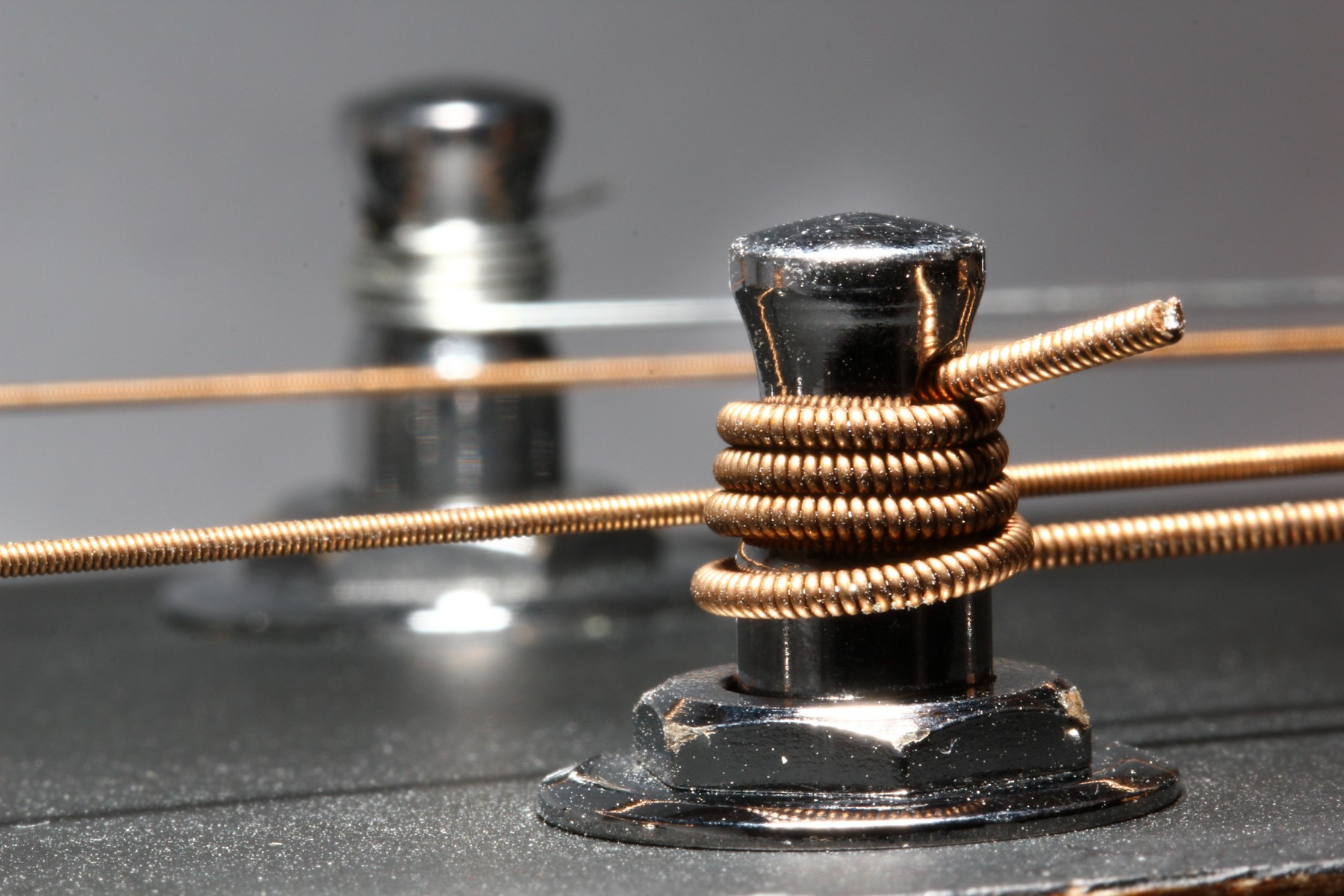
Une corde enroulée autour d'une mécanique.

Les cordes neuves sont souvent livrées avec une longueur supérieure à celle nécessaire pour les instruments standards car elles doivent pouvoir s'adapter à tous les instruments, que la tête soit du type six en ligne ou trois par trois par exemple. Aussi il est nécessaire d'ajuster leur longueur à l'aide d'une pince coupante. Pour définir la bonne longueur, on peut s'aider de l'ancienne corde. Il est ensuite très important de bien fixer la corde dans le chevalet, en butée, ou de stabiliser le nœud (guitares classiques). Pour les guitares dont les mécaniques à fentes comportent aussi un trou dans l'axe, insérer l’extrémité de la corde dans le trou et la plier au ras de la fente, cela empêchera tout ripage. Avec une main, maintenir une légère tension sur la corde en prenant soin de ne pas la plier, et avec l'autre actionner la mécanique. Il faut effectuer au moins trois tours de cabestan pour les cordes filées, le double pour les cordes lisses, et ce avec au moins un enroulement au-dessus du point d'ancrage de la corde. En maintenant la corde légèrement tendue, les enroulements sont bien serrés dès le départ et ne glissent pas lors de la réelle mise sous tension de la corde. En plus d'être efficace, cette méthode donne de très beaux montages de cordes qui sont stables très rapidement. Une basse peut même jouer immédiatement sans appréhension. Les fabricants de cordes proposent aussi de petites manivelles en plastique très pratiques, qui s'adaptent aux papillons de mécaniques et qui permettent des enroulements très rapides. Très utiles pour certaines mécaniques qui proposent des démultiplications importantes (24:1).
Une fois montées, les nouvelles cordes doivent être assouplies pour prévenir leur désaccordage. Cette opération sera d'autant plus rapide que le montage des cordes aura été fait dans les règles de l'art.

## Les particularités selon les guitares

### Guitare classique

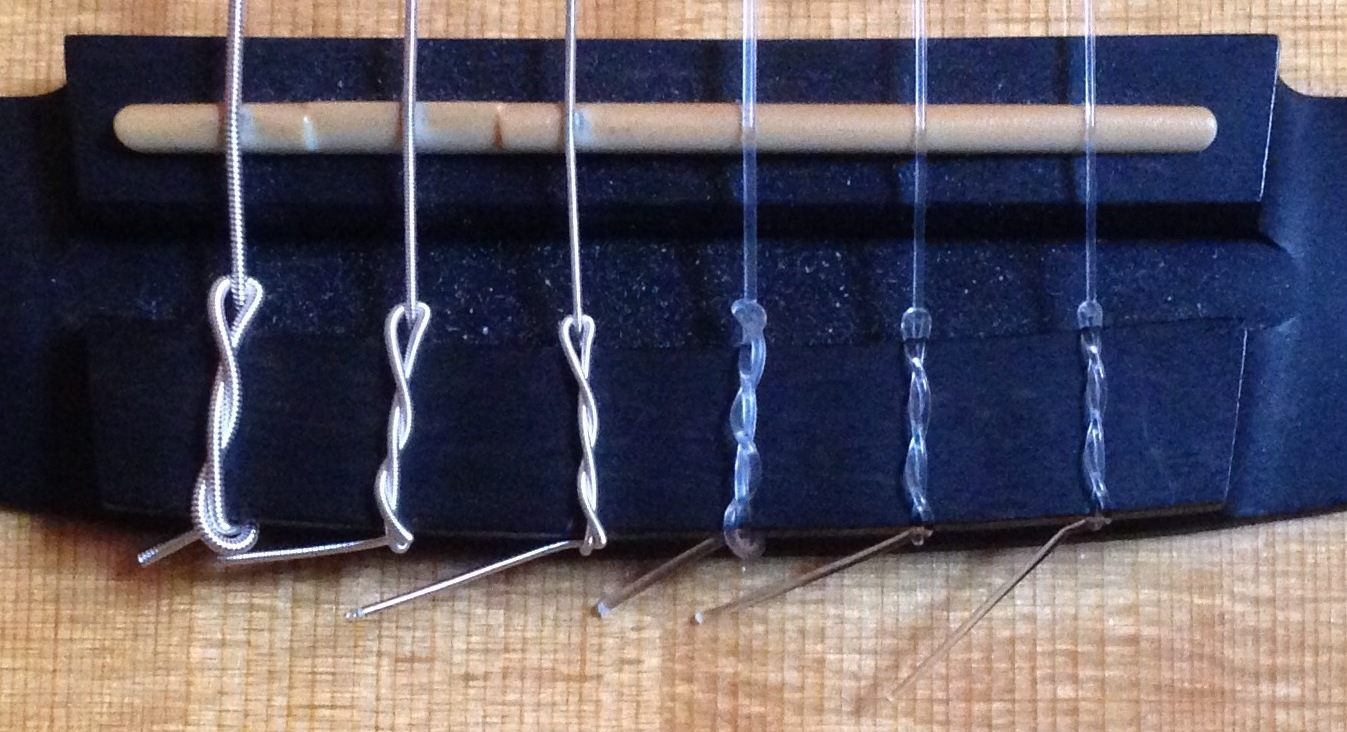
Attache des cordes sur le chevalet d'une guitare classique.

Sur la guitare classique, les trois cordes basses (mi, la, ré) sont en nylon avec filage rond métal, et les trois cordes aiguës (sol, si, mi) sont en nylon.

### Guitare folk

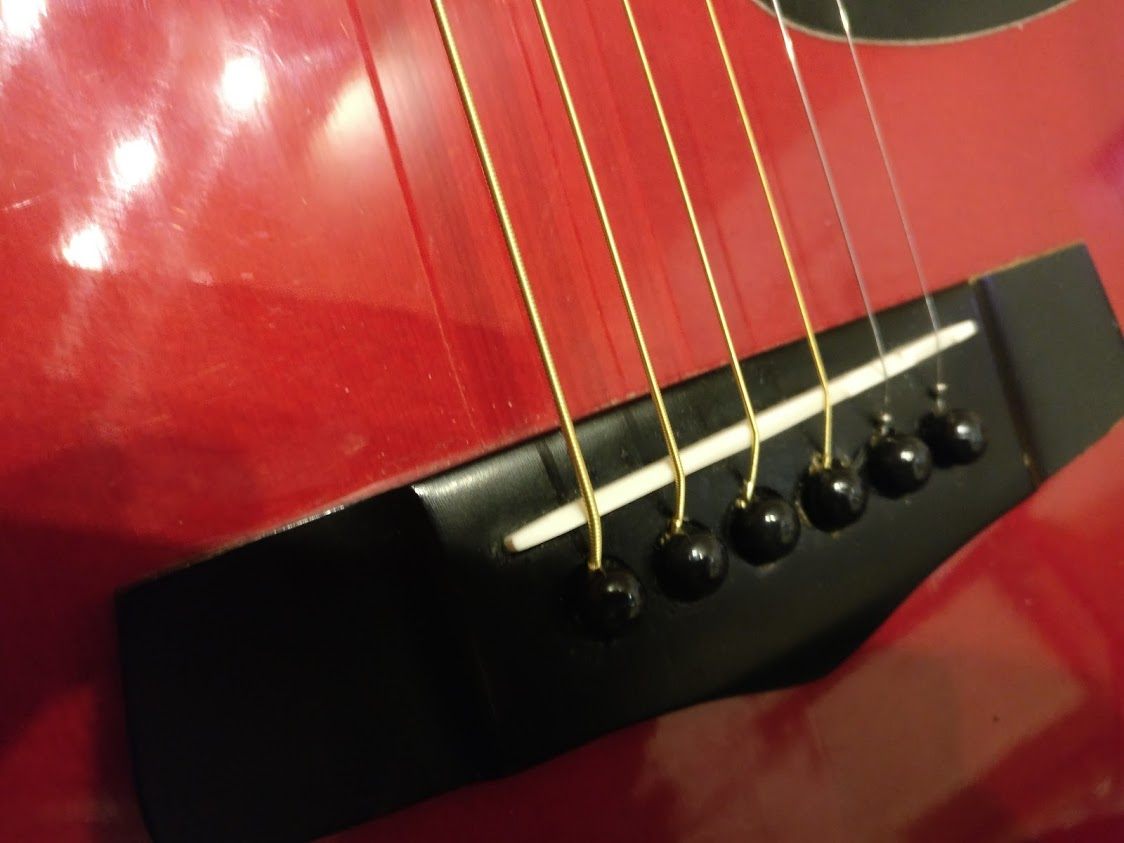
Détail d'un chevalet d'une guitare folk.

Les cordes d'une guitare folk sont souvent en métal, recouvertes d'un filage en laiton (CuZn20) ou (CuZn20P), d'alliage de nickel ou d'argent, pour les cordes Mi grave, La, Ré, Sol. Les plus communes sont désignées sous les appellations 80/20 Bronze et Phosphore-Bronze, ces dernières ayant une sonorité plus brillante et claire que les 80/20 Bronze, qui, quant-à-elles ont un son plus chaud. L'inconvénient des 80/20 Bronze est qu'elles s'oxydent un peu plus rapidement que les Phosphore bronze , la présence de phosphore (P) ralenti en partie l'oxydation, elles ont une durée de vie un peu moins longue mais il existe certaines marques proposant une technologie permettant de ralentir cette oxydation.
L'appellation « bronze » concernant le matériau de filage des cordes folk est erronée : elle provient d'une confusion dans la traduction de l'appellation américano-anglaise/française des alliages cuivreux et ce bien avant l'apparition de ce type de matériau pour le filage des cordes, cette appellation est entrée dans le vocabulaire général et commercial en désignant un type de cordes de guitare acoustique. Les Anglo-saxons, et surtout les Américains désignent par le terme générique "Bronze" l'ensemble des alliages cuivreux, et lors de l'apparition du filage en alliage cuivreux pour les cordes de guitare acoustique, les premiers fabricants ne voulant pas divulguer la composition exacte de leurs alliages à cause de la concurrence, ont affublé ce filage du terme générique "Bronze", avec des pourcentages 80/20 ou 85/15, etc. qui ne donnent aucune indication, à part le cuivre, entrant dans la composition de ce matériau. L'apparition du phosphore dans l'alliage, vers 1974, a naturellement modifié l'appellation en "Phosphore/Bronze".
En appellation normalisée, le bronze est un alliage à base cuivre avec un certain pourcentage d'étain < 20 % environ, plus éventuellement un tout petit pourcentage d'autres matériaux, les alliages cuivre/zinc sont des laitons (Norme ISO 1190-1 1983).

### Guitare électrique
Les cordes d'une guitare électrique peuvent être :
- en acier plaqué nickel : Représentant l'essentiel des cordes de guitare et de basse. L'acier permet une interaction très forte avec les aimants des micros, pour un son plus fort en sortie de guitare, tandis que le nickel protège la corde de la corrosion et améliore le toucher.
- en nickel : le filage en nickel adoucit la sonorité des cordes, avec également un son plus faible en sortie de guitare, ce qui correspond plus à un son « rétro » et chaud.
- en acier inoxydable : un son très brillant, un son plus important en sortie de guitare, mais une texture rugueuse qui rend la corde moins lisse à jouer et qui use plus rapidement les frettes.
- en « plaqué or », ceci, outre le côté esthétique, est une des manières de lutter contre l'érosion des cordes, et aussi une alternative pour ceux qui seraient allergiques au nickel et acier utilisé pour les jeux traditionnels.
- en nickel ou acier recouvert d'un fine couche de plastique, moins voyant que les cordes plaqués or, elles ont les mêmes avantages.
- en titane, ce qui se rapproche du son des cordes acier mais permet de lutter contre la corrosion
- en acier à filage poli, ou "Flatwound", le filage des cordes graves est réduit à la taille de la corde non filetée, ces types de jeux sont utilisés particulièrement dans le jazz, et sont appréciées par certains guitaristes car elles sont plus agréables pour les doigts et suppriment la plupart des bruits de glissements.

### Basse électrique

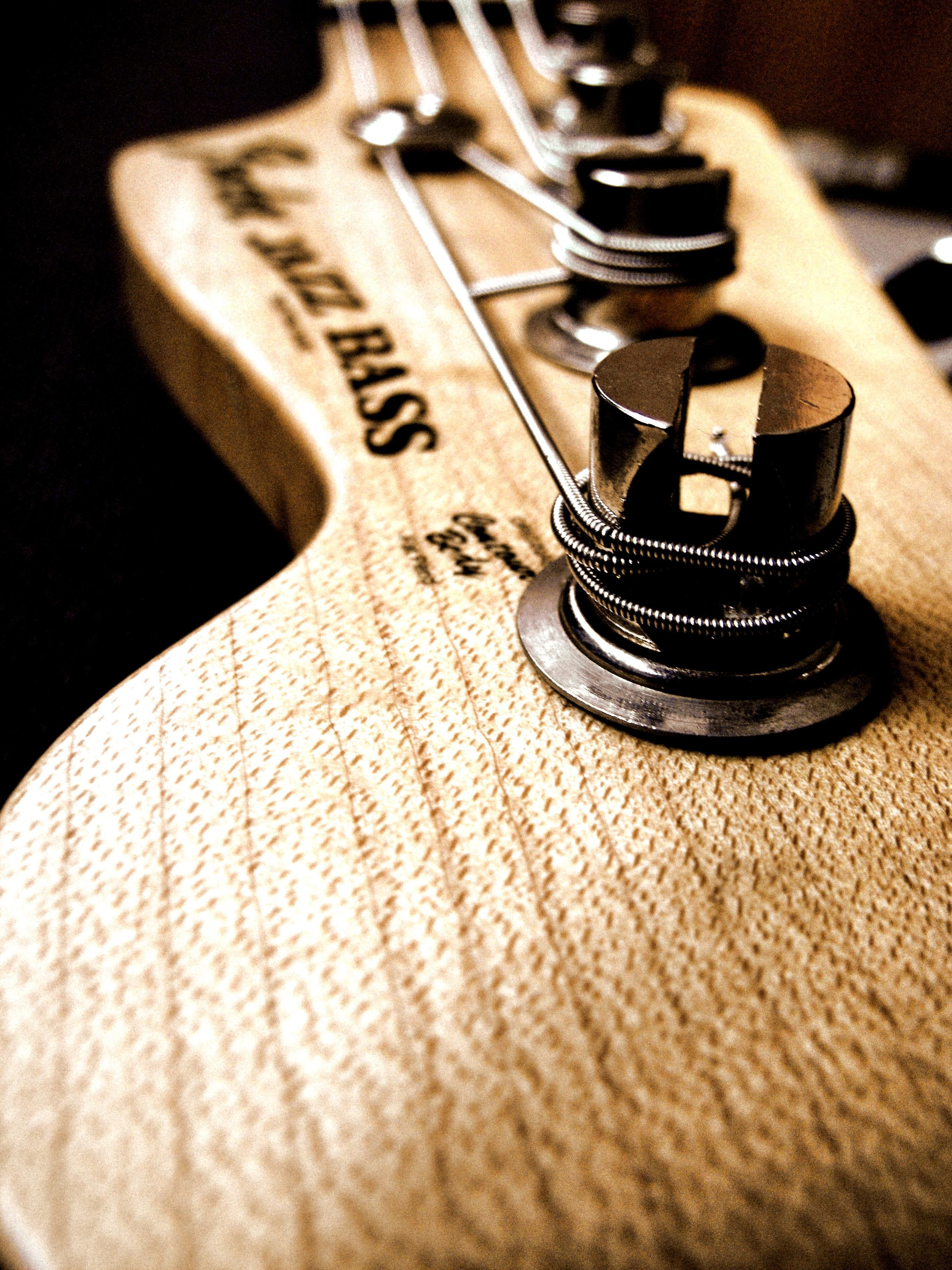
Cordes de basse sur une Fender Jazz Bass.

Les cordes pour basse sont similaires aux cordes de guitare électrique, bien qu'elles soient plus grosses en diamètre et plus longues.